# Silent Hill 4: The Room
Silent Hill 4: The Room – czwarta część serii „Silent Hill”, wydana przez japońskie studio Konami. Jest to ostatnia część stworzona przez grupę Team Silent, która była twórcą poprzednich części. Jest to także ostatnia część z serii zrobiona przez Japończyków. Gra była zaplanowana tuż po premierze „Silent Hill 2” i z założenia nie miała w ogóle należeć do serii – tylko nawiązywać do niej kilkoma rzeczami. W rezultacie, po premierze „Silent Hill 3”, „The Room” postanowiono włączyć do serii, wydając ją na konsole PlayStation 2, XBox oraz PC.

## Fabuła
Gra opowiada historię Henry’ego Townshenda, mieszkańca South Ashfield – małego miasteczka leżącego nieopodal Silent Hill, tytułowego miasta gry. Pewnego dnia całe życie Henry’ego zmieniło się w koszmar – zaczął miewać przerażające sny, a ponadto stał się więźniem swojego apartamentu - pokoju 302. Piątego dnia Henry odkrywa w swojej łazience tajemniczą dziurę, a ucieczka przez nią to jedyne wyjście z domowego więzienia. Postanawia więc dokonać eksploracji nieznanego świata. Dzięki dziurze trafia on do różnych miejsc, m.in. do lasu nieopodal Silent Hill, więzienia leżącego na środku jeziora Toluca, na stację leżącego nieopodal metra, na zewnątrz własnego mieszkania w alternatywnej wersji apartamentów, aż w końcu do szpitala St. Jerome, od którego towarzyszyć mu będzie pobita niemalże na śmierć sąsiadka.

### Zakończenia
"Silent Hill 4 The Room” oferuje 4 zakończenia (kategoryzowane na jedno najlepsze, dwa średnie i ostatnie najgorsze), wśród których żadne nie jest zakończeniem kanonicznym. Jest to pierwsza, i jak dotąd jedyna gra w serii, która nie oferuje żadnego dodatkowego zakończenia jak „UFO”. Zakończenia zależą od dwóch czynników:
- liczby pozostałych w mieszkaniu Henry’ego nawiedzeń (im częściej i szybciej nawiedzenia znikały, tym większe prawdopodobieństwo na lepsze zakończenie).
- stosunek Henry’ego do Eileen podczas podróży, chronienie ją przed potworami i noszeniu przy sobie lalki otrzymanej od tajemniczego mężczyzny (im mniejsze miała obrażenia na swoim ciele, tym większe prawdopodobieństwo ocalenia jej w ostatniej walce).

Escape
Walter, po jego pokonaniu, pada martwy na ziemię, a jego dziecięca postać znika. Następna scena pokaże Henry’ego odwiedzającego Eileen w szpitalu i obdarowującego ją kwiatami. Kobieta oznajmia mu, że znajdzie sobie nowe miejsce zamieszkania, po czym mężczyzna kiwa z satysfakcją.
Mother
Walter, po jego pokonaniu, pada martwy na ziemię, a jego dziecięca postać znika. Następna scena pokaże Henry’ego odwiedzającego Eileen w szpitalu i obdarowującego ją kwiatami. Kobieta oznajmia mu, że niedługo wróci do swojego apartamentu, po czym kamera pokazuje mieszkanie Henry’ego w pełni opanowane przez złe moce.
Eileen's Death
Walter, po jego pokonaniu, pada martwy na ziemię, a jego dziecięca postać znika. Następna scena pokazuje Henry’ego wysłuchującego wiadomości w radiu. Spikerka mówi o śmierci mieszkanki South Ashfield - Eileen Galvin.
21 Sacraments
Walter, po jego pokonaniu, pada martwy na ziemię, a jego dziecięca postać znika. Henry także pada na ziemię, z ogromnym bólem głowy. Zostaje opętany – 21 sakramentów zostaje dopełnione. Następna scena pokazuje dwóch Walterów przebywających w opętanym pokoju 302, a spikerka radiowa poinformuje o śmierci Henry’ego, Eileen, Franka Sunderlanda i kilku innych osób.

## Soundtrack
Soundtrack do czwartej części „Silent Hill” został ponownie skomponowany przez Akirę Yamaokę, oraz wydany w trzech edycjach w trzech regionach: Japonii, Stanach Zjednoczonych i Europie. Na soundtracku znalazło się pięć utworów wokalnych, śpiewanych przez Mary Elizabeth McGlynn: „Room of Angel”, „Your Rain”, „Waiting for you” i „Tender Sugar”, oraz Joe Romersę: „Cradle of forest”.

## Głosy
Firma Konami nie podała informacji w napisach końcowych o tym, kto podłożył głos pod postacie w grze. Jedyni aktorzy ujawnieni to:
| Aktor           | Postać            |
| --------------- | ----------------- |
| Eric Bossic     | Henry Townshend   |
| Anne Kunnecke   | Eileen Galvin     |
| Dennis Falt     | Walter Sullivan   |
| Lisa Ortiz      | Cynthia Velasquez |
| Robert Belgrade | Joseph Schreiber  |